# Polesden Lacey

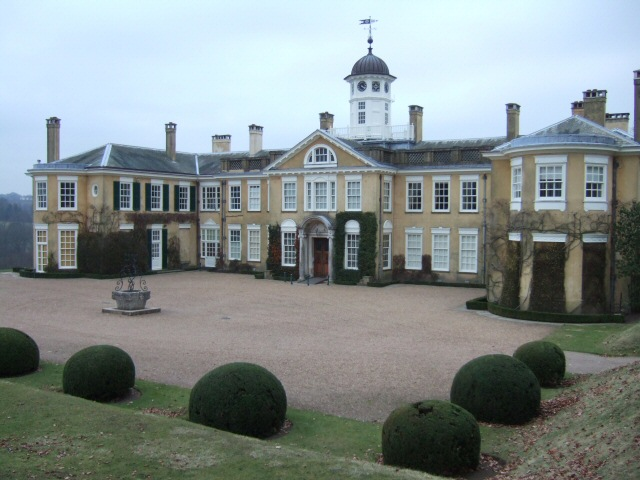
Polesden Lacey

Polesden Lacey ist ein Herrenhaus, erbaut in der englischen Epoche des Regency. Es liegt im Gebiet der North Downs bei Great Bookham, nahe Dorking, Surrey, England. Besitzer ist der National Trust, zu dessen populärsten Objekten das Anwesen zählt.

## Umgestaltung in Edwardianischer Zeit
In Edwardianischen Zeiten war Mrs. Ronald Greville eine in politischen Kreisen bekannte Gastgeberin. Durch die von ihr 1906 vorgenommene Neugestaltung vermitteln Haus und Gärten heute den Charakter eines großzügigen Landsitzes Anfang des 20. Jahrhunderts. In den umfassend renovierten Innenräumen ist ihre umfangreiche Sammlung von Bildern, Möbelstücken, Porzellan und Silber zu sehen.
Zu dem Anwesen gehört ein 5,6 km² großer Grundbesitz mit Wiesen und Spazierwegen. Den ummauerten ehemaligen Küchengarten funktionierte Mrs. Greville in einen Rosengarten um, an den sich weitere, von Eiben umschlossene Gartenräume anschließen.
2019 wurde Polesden Lacey von rund 406.000 Personen besucht. 2024 betrug die Besucherzahl etwa 386.000 Personen.

## Trivia
Gärten und Umgebung von Polesden Lacey waren Drehorte für:
- Stephen Poliakoffs Spielfilm Schließe meine Augen, begehre oder töte mich von 1991;

die Hausfront erscheint in dem Spielfilm
- Shooting Fish von 1997.

Außerdem war das Landhaus Drehort für Fernsehproduktionen:
- Miss Marple, At Bertram’s Hotel, mit Geraldine McEwan;[4]
- Midsomer Murders, The Creeper (Series 12).[5]